# وکیل حسین الله‌داد
وکیل حسین الله‌داد مشهور به پهلوان وکیل ورزشکار و کشتی‌گیر مشهور هزاره در افغانستان بود.
وی یک کشتی‌گیر مدال‌آوری بود، همیشه یکی از کسانی بود که در حملات انتحاری و انفجاری با شتاب خود را به محل حادثه می‌رسانید و با قدرت بدنی‌اش، تلاش می‌کرد تا زخمی‌ها را به شانه‌هایش منتقل کند. وکیل حسین الله‌داد در حملهٔ انتحاری ۲۲ آوریل ۲۰۱۸ (میلادی) مطابق با ۲ ثور ۱۳۹۷ (خورشیدی) که توسط گروه داعش صبح روز یکشنبه در منطقهٔ دشت برچی شهر کابل صورت گرفته‌بود، با دستکم ۷۰ تن دیگر کشته شد.

## زندگی و سرگذشت
وکیل حسین الله‌داد از قوم هزاره، زادهٔ ۱۹۸۶ (میلادی) مطابق با ۱۳۶۴ (خورشیدی) در افغانستان بود. او در ۱۹۹۸ (میلادی) در ۱۲ سالگی در کابل آغاز به ورزش کشتی کرد و توسط «شیر جان احمدی» معاون فدراسیون کشتی کشور آموزش دید. وزن او ۲۱۴ پوند (۹۷ کیلو گرام) بود و مدال‌های زیادی در مسابقات داخلی و مدال نقره در مسابقات بین‌المللی در پاکستان به دست آورد. او در سال ۲۰۱۴ (میلادی) پس از شکستن یک عضلهٔ پایش از کشتی بازنشسته شد و بعد از آن مربی‌گری حدود ۱۵۰ ورزشکار را روزانه در یک باشگاه کشتی محلی، در منطقهٔ دشت برچی کابل به عهده داشت.
او همچنین یک کارآفرین و مالک در چندین شرکت کوچک مانند یک فروشگاه پخت‌وپز، آژانس مسافرتی و خدمات عکاسی بود.
از وکیل حسین الله‌داد چهار فرزند، دو دختر و دو پسر به جای مانده است.